# Fotoüberweisung
Die Fotoüberweisung ist ein Bestandteil des Mobile Banking. Ein erster Prototyp wurde im März 2012 von der Deutschen Bank und dem IT-Dienstleister GFT auf der CeBit vorgestellt. Anfang 2014 setzte sie die ING DiBa als erste Bank in Deutschland im Regelbetrieb ein. Die Fotoüberweisung steht in vielen Banking-Apps zur Verfügung.

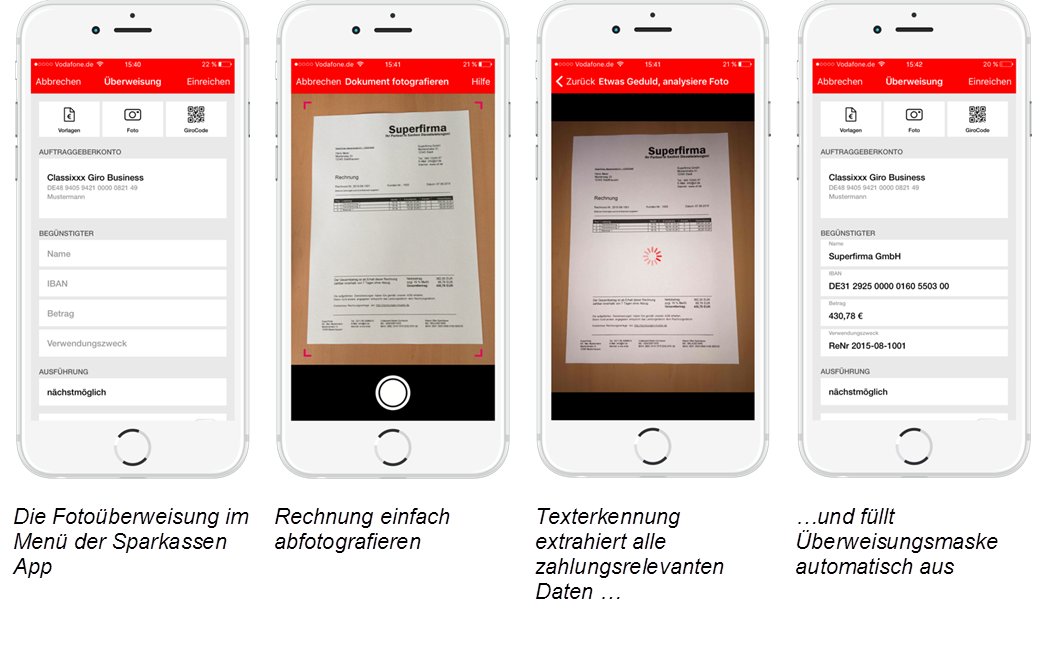
Beispiel für eine Fotoüberweisung

Bei der Fotoüberweisung wird die Mobile-Banking-App der Bank geöffnet und danach eine Rechnung mit der Fotofunktion eines Smartphones aufgenommen. Das aufgenommene Bild wird dann an einen Server geschickt, der die für die Erstellung einer Überweisung nötigen Daten ausliest. Diese werden anschließend an die App zurückschickt und automatisch in das Überweisungsformular eingetragen. Die Software überträgt die zentralen Informationen aus Rechnung, Überweisungsträgern oder Mahnungen in das Online-Überweisungsformular. Zu den übertragenen Informationen zählen IBAN, Empfänger, Verwendungszweck und Überweisungsbetrag, so kann fehlerhaftes Eintippen vermieden werden.
Technische Basis für die Fotoüberweisung ist eine Echtzeit-Semantik-Analyse, die aus Dokumenten ohne bekannte Struktur – bspw. dem Foto einer beliebigen Rechnung – strukturierte Informationen gewinnt. Größter Anbieter der Fotoüberweisung ist das in München ansässige Unternehmen Gini, welches den Dienst unter dem Namen „Gini Pay Fotoüberweisung“ als Software-as-a-Service für Banken im deutschsprachigen Raum anbietet und darauf aufbauend weitere Dienste wie eine Skontoberechnungsfunktion oder einen Rücksenderechner für Retouren bereitstellt. Ein weiterer Anbieter ist der Softwarehersteller INFOSOFT Informations- und Dokumentationssysteme GmbH, der mit dem Docutain Photo Payment SDK die Erkennung und Extraktion von Rechnungsdaten zur Vorbefüllung von Überweisungsträgern anbietet und damit ebenfalls einen Kundenstamm aus der Mobile Banking Branche vorweist. Im Gegensatz zu Gini findet die Fotoüberweisung bei Docutain lokal auf dem Gerät des Endnutzers in Echtzeit statt und es gibt keine Anbindung an externe Server, um Datenschutzrisiken auszuschließen.
Diese Form der optischen Texterkennung ist potentiell fehleranfällig. Häufig werden die Überweisungsdaten deshalb in Form eines QR-Codes zusätzlich auf die Rechnung gedruckt. In diesem Fall kann die Banking-App die Überweisungsdaten ohne Umweg über einen externen Dienstleister erfassen. Technische Grundlage ist ein EPC-codierter Datensatz. Eine mögliche Angriffsmethode ist Quishing, deshalb muss auch bei der QR-Methode der Datensatz vor jedem Auslösen einer Transaktion unbedingt kontrolliert werden.